# Spring Valley (condado de Rock, Wisconsin)
Spring Valley es un pueblo ubicado en el condado de Rock en el estado estadounidense de Wisconsin. En el Censo de 2010 tenía una población de 746 habitantes y una densidad poblacional de 8,27 personas por km².

## Geografía
Spring Valley se encuentra ubicado en las coordenadas 42°37′30″N 89°18′33″O / 42.62500, -89.30917. Según la Oficina del Censo de los Estados Unidos, Spring Valley tiene una superficie total de 90.24 km², de la cual 90.18 km² corresponden a tierra firme y (0.07%) 0.06 km² es agua.

## Demografía
Según el censo de 2010, había 746 personas residiendo en Spring Valley. La densidad de población era de 8,27 hab./km². De los 746 habitantes, Spring Valley estaba compuesto por el 97.99% blancos, el 0.27% eran afroamericanos, el 0.27% eran amerindios, el 0.4% eran asiáticos, el 0% eran isleños del Pacífico, el 0% eran de otras razas y el 1.07% pertenecían a dos o más razas. Del total de la población el 0.27% eran hispanos o latinos de cualquier raza.